# Paulina Biranowska
Paulina Biranowska (née Gajewska le 6 août 1985 à Biała Podlaska) est une joueuse de volley-ball polonaise. Elle mesure 1,69 m et joue au poste de libero.

## Clubs
| Club                       | De        | À         |
| -------------------------- | --------- | --------- |
| AZS AWF Biala Podlaska     | 2002-2003 | 2003-2004 |
| AZS-AWF Varsovie           | 2004-2005 | 2008-2009 |
| AZS Białystok              | 2009-2010 | 2009-2010 |
| TPS Rumia                  | 2010-2010 | 2010-2010 |
| VC Shirvan                 | 2010-2010 | 2010-2010 |
| VK Bakı                    | 2011-2011 | 2011-2011 |
| Muszynianka Muszyna        | 2011-2012 | 2011-2012 |
| Alemannia Aachen           | 2012-2013 | 2012-2013 |
| Wisła Varsovie             | 2015-2016 | 2017-2018 |
| NOSiR Nowy Dwór Mazowiecki | 2018-2019 | 2018-2019 |
| Wisła Varsovie             | jan 2020  | …         |

## Palmarès
- Championnat de Pologne
  - Finaliste : 2012
- Supercoupe de Pologne
  - Vainqueur : 2011